# Les Amants maudits (film)
Pour les articles homonymes, voir Les Amants et Les Amants maudits.
Pour plus de détails, voir Fiche technique et Distribution.
Les Amants maudits est un film français réalisé par Willy Rozier, sorti en 1952.

## Synopsis
Un garçon de café, Pierre Morelli, aime tant les romans policiers qu'il s'identifie aux personnages avant de devenir un délinquant activement recherché. Il fuit avec sa bande et son amie Jackie, qui accepte de le suivre dans une relation toxique.
Le directeur de Sport-films (effectivement société de production des Amants maudits) est convoqué par le directeur de la PJ, inquiet que le projet montre le gangster Pierre Morelli sous un jour trop favorable: Satisfait de ses explications, il accepte de lui raconter l'histoire de la bande.

## Fiche technique
- Titre : Les Amants maudits
- Titre alternatif : Les Amours tragiques de Pierrot le Fou[2]
- Réalisation : Willy Rozier
- Scénario et dialogues : Xavier Vallier (pseudonyme de Willy Rozier)
- Photographie : Fred Langenfeld
- Musique : Alain Romans, Jean Yatove
- Directeur de production : René Jaspard
- Société de production : Sport Films
- Pays de production :  France
- Tournage : du 15 octobre au 10 décembre 1951
- Genre : Film policier
- Durée : 97 minutes (1 h 37)
- Date de sortie : 
  - France : 30 juillet 1952
- Affiche : Fernand François (France)

## Distribution
- Danièle Roy : Jackie
- Robert Berri : Pierre Morelli[1]
- Denise Cardi : Maryse
- Jacques Dynam : Raoul
- Jean Lara : le directeur de Sport-Films
- Milly Mathis : la marseillaise
- Yves Furet : Léo
- Ginette Baudin : Tamara
- Georges Tourreil : le directeur de la PJ
- René Alié : Giaccomidi
- Maurice Bénard : l'inspecteur Mavraux
- Marco Villa : Dédé
- Marie-Laurence

## Autour du film
- Le film est lointainement inspiré de l'histoire de Pierrot le fou (comme le confirme le titre alternatif) et du gang des tractions avant, qui a sévi en 1946. Si le prénom de Pierre[1] Loutrel et le nom de galanterie, Jacky, de sa maîtresse Marinette Chadefaux, ont été conservés dans le film, l'essentiel de celui-ci est de fiction, à commencer par leur accompagnement dans la mort.
- Milly Mathis, qui joue la marseillaise, connaissait Pierre Loutrel pour l'avoir fréquenté dans des cabarets parisiens durant la guerre[3].
- On pourra comparer la lecture de Willy Rozier, cinéaste à l'ancienne, avec celle sur le même thème de Pierrot le Fou (1965), du réalisateur Nouvelle Vague Jean-Luc Godard.